# Ebon Moss-Bachrach
Ebon Moss-Bachrach, född 19 mars 1977 i New York, är en amerikansk skådespelare.
Moss-Bachrach har bland annat medverkat i TV-serierna Girls (2014–2017), The Punisher från 2017 och The Bear (2022-2023). Han har medverkat i filmen No Hard Feelings från 2023.

## Filmografi (i urval)
- 2006 – Wedding Daze
- 2007 – Suburban Girl
- 2011 – Higher Ground
- 2008 – John Adams (TV-serie)
- 2014–2017 – Girls (TV-serie)
- 2017 – The Punisher (TV-serie)
- 2022–2025 – The Bear (TV-serie)
- 2022 – Andor (TV-serie)
- 2023 – No Hard Feelings
- 2025 – The Fantastic Four: First Steps
- 2026 – Avengers: Doomsday